# Fatty macellaio
Fatty macellaio è un film statunitense del 1917, diretto da Roscoe Arbuckle. Rappresenta il debutto cinematografico di Buster Keaton.

## Trama
Fatty, macellaio, e Almondine, figlia del general manager di un piccolo centro commerciale, fanno progetti per il loro futuro matrimonio, ma anche Alum, il responsabile delle vendite, è interessato alla ragazza.
Almondine, nei giorni scolastici, risiede in un collegio femminile. Fatty, travestito da donna, si presenta al collegio e si fa ammettere, e lo stesso fa Alum, che, con dei complici, cerca di rapire Almondine. Ne nasce una confusione generale della quale approfittano Fatty e Almondine per allontanarsi insieme.